# Schlosspark Rauischholzhausen

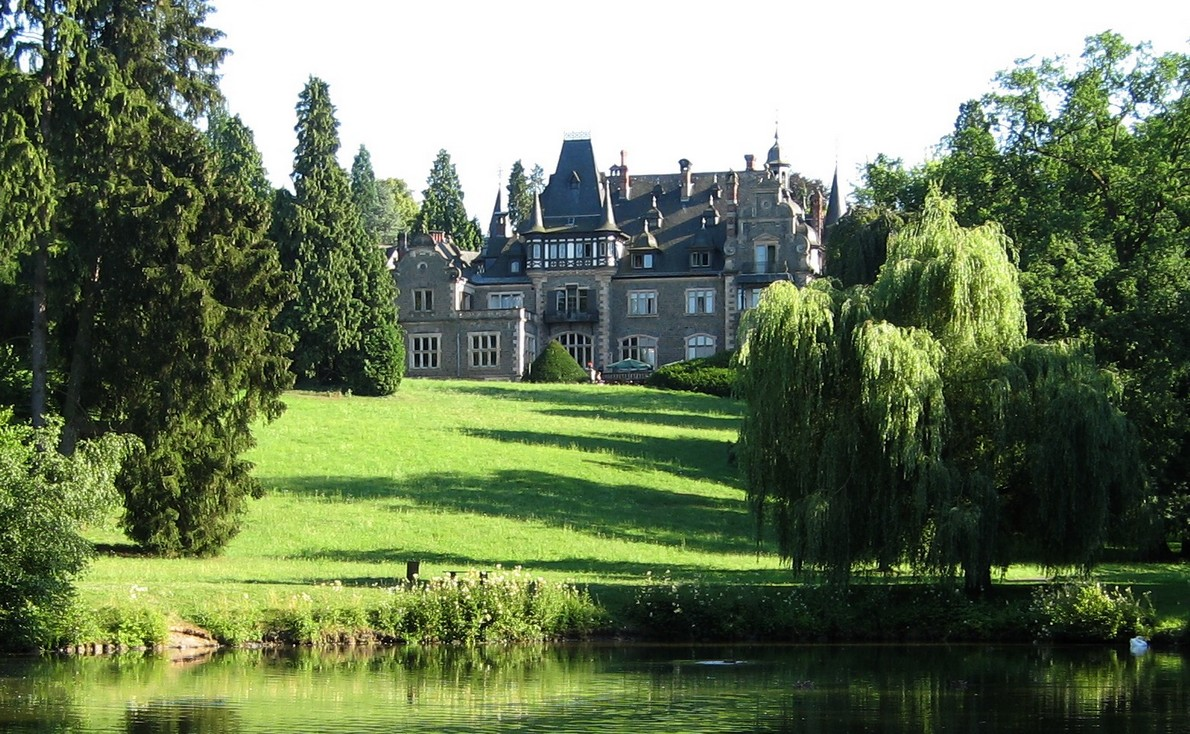
Nordostteil des Parks zwischen Burgteich und Schloss

Der Schlosspark Rauischholzhausen ist ein im 19. Jahrhundert angelegter, 32 Hektar großer Englischer Landschaftspark im Dorf Rauischholzhausen (Gemeinde Ebsdorfergrund, Landkreis Marburg-Biedenkopf, Hessen). Die frei zugängliche Parkanlage, die sich rund um Schloss Rauischholzhausen erstreckt, war gleichzeitig neuer Botanischer Garten der Justus-Liebig-Universität Gießen. Im Oktober 2023 ist der Schlossbezirk Rauischholzhausen in das Eigentum des Landesbetrieb Bau und Immobilien Hessen übergegangen.
2009 wurde der Park in die Europäische Themenroute des European Garden Heritage Network aufgenommen.

## Geschichte

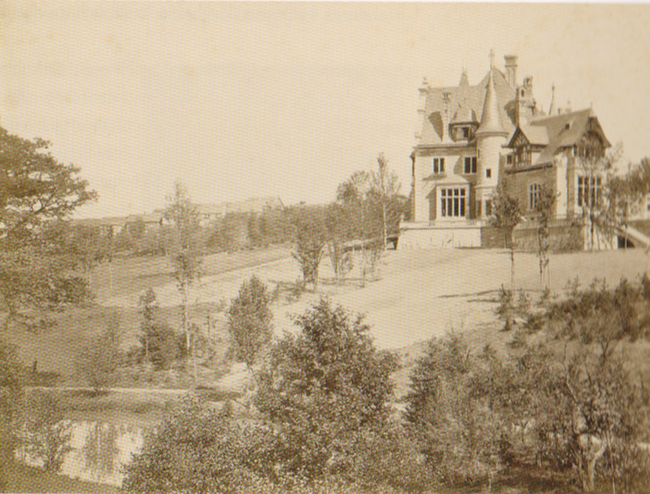
Schlosspark Rauischholzhausen Mitte der 1870er Jahre

1871 erwarb Ferdinand Eduard von Stumm (bis 1888 noch ohne Adelstitel), Abkömmling der Großindustriellenfamilie Stumm und seinerzeit Botschaftsrat in Sankt Petersburg, die Rauschen Besitzungen. Dieser war als Teilhaber der Gebrüder Stumm zu großem Wohlstand gekommen und ließ im Wettbewerb mit seinen Brüdern, die gleichfalls prächtige Schlösser erbauen ließen (Schloss Halberg und Schloss Ramholz), die Parkanlage und das Schloss anlegen.
Das Schloss, mit dessen Planung der Architekt Carl Schäfer beauftragt worden war, wurde 1876 fertiggestellt, der Park wurde 1873 bis 1876 zeitgleich von Heinrich Siesmayer gestaltet. Hierbei wurde auch ein älterer Baumbestand, v. a. Huteeichen, integriert. Während der Parkanlage waren dauerhaft 40 bis 50 Arbeiter mit der Anlage beschäftigt. Aufwändig war vor allem die vom Bauherren gewünschte Verpflanzung ausgewachsener Bäume, um den Park von Anfang an ein fertiges Aussehen zu geben.
Zu Zeiten der (von) Stumms war der gesamte Park von Mauer, Zaun, Hecken und verschlossenen Toren umschlossen. Nur in Abwesenheit des Schlossherrn durften, mit expliziter Erlaubnis, Dorfbewohner den Park betreten, und zwar ausschließlich zur Dahlienschau.
In den Jahren 1938 und 1941 verkaufte Stumms Sohn Ferdinand, der bis 1918 ebenfalls im diplomatischen Dienst gestanden hatte und seit dem Tod seines Vaters im Jahre 1925 Schlossherr gewesen war, Gutshof, Schloss und Park. In einem Brief schrieb er: „Den Park wiederherzustellen ist unmöglich, 60- bis 80-jährige Bäume kann man nicht ersetzen […] der glücklicherweise im Winter 41/42 verkaufte Park ist nur noch eine ganz schöne Ruine“.
Seit Anfang der 1970er Jahre fiel die inzwischen zu Baumriesen angewachsene (Feld-)Ulmenallee vom nördlichen Parkeingang auf der Ostseite zum Schloss dem Ulmensterben zum Opfer und musste schließlich durch eine Krimlindenallee ersetzt werden.

## Parklandschaft

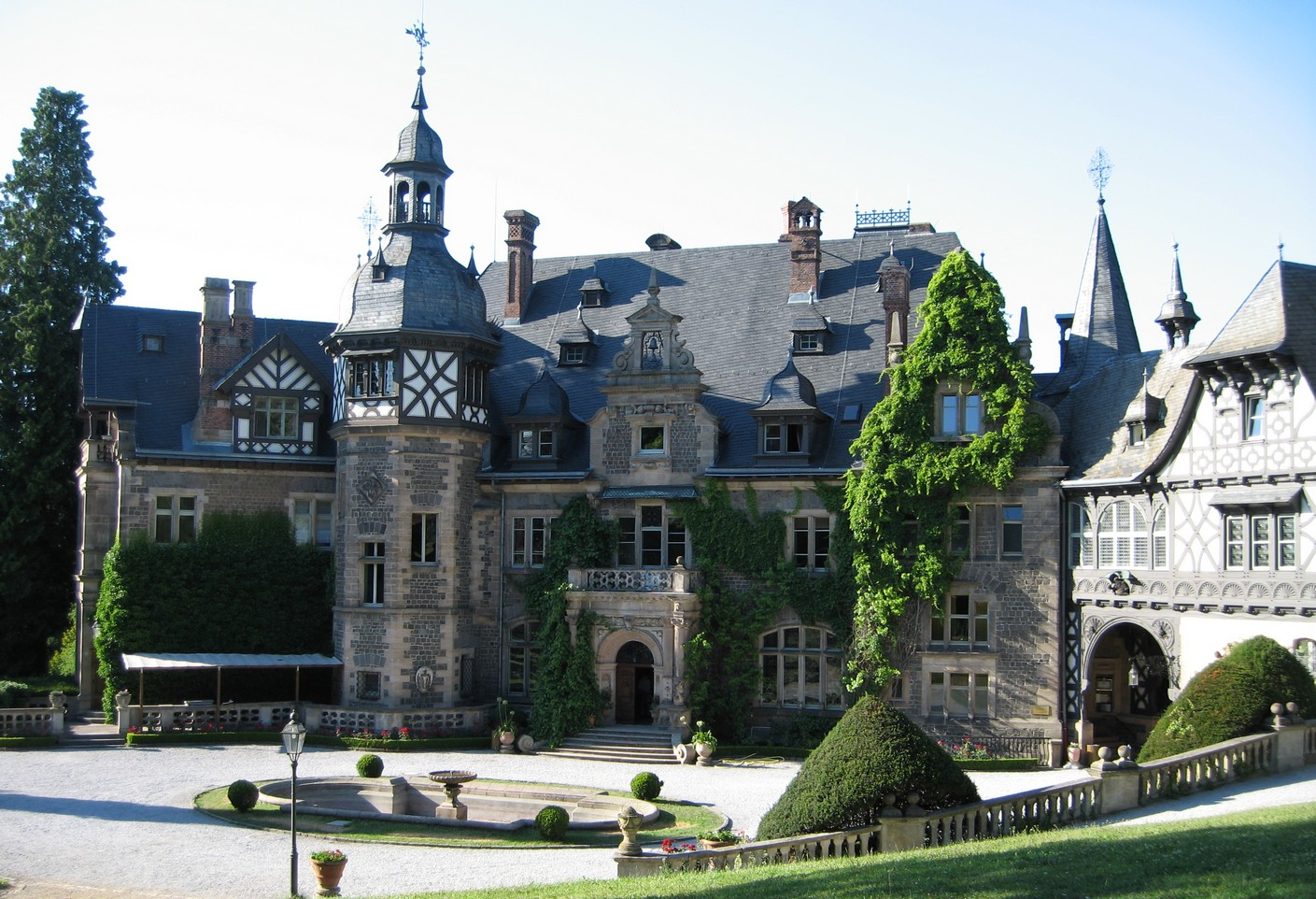
Südseite des Schlosses; rechts die Eibenkegel, um den Brunnen herum Buchsbaumkugeln;
unmittelbar links des Gebäudes der von jenseits gesehen scheinbar auf der Schlossmauer wachsende Riesenlebensbaum

Der Park ist in Nord-Süd-Richtung etwa einen Kilometer lang; seine Breite beträgt in der Nordhälfte etwa 500 Meter, nach Südosten verschmälert er sich. Er wird in Süd-Nord-Richtung vom zur Ohm entwässernden Rülfbach und einem östlich parallelen Mühlgraben durchflossen.
Der Burgteich im Norden liegt auf einer Höhe von etwa 235 m ü. NHN; zu den Rändern nach Südwesten, Süden und Südosten steigt die Höhenlage deutlich auf rund 260 m zum Plateau des Vorderen Vogelsbergs (Sennberg 2,7 km südlich des Schlosses: 383 m) an.
Unmittelbar an der Südseite des Schlosses finden sich beachtliche Formschnitte aus Buchsbaum und Eiben, vom Schloss führt zum höher gelegenen Stallgebäude, wo sich auch der Parkplatz befindet, ein Laubengang aus formgeschnittenen Hainbuchen. Alle anderen Teile des Parks sind deutlich naturnäher bepflanzt.

### Gliederung
Der ins Dorf Rauischholzhausen übergehende Nordostteil des Parks besteht aus einer vom Burgteich zum Schloss hin ansteigenden, nur von wenigen Solitärbäumen unterbrochenen Wiese, die westlich bis an den Rülfbach reicht und nach Osten von einer Krimlindenallee gesäumt wird.
Das westlich des Rülfbaches gelegene Parksegment ist in seinem Nordteil abwechslungsreich bepflanzt und durch Wechsel von artenreichen Baumgruppen und Wiesen bestimmt. In seinem Südwesten findet sich eine Lebensbaum-Gruppe, die eine Stellung zwischen einer Allee und einer – baumhohen – „Hecke“ darstellt. Dem gegenüber nimmt den Süden des Westteils der ehemalige Sportplatz ein, dessen früherer Einsatzzweck noch heute gut erkennbar ist. An seiner Südseite stehen, wie überdimensionierte Torpfosten, zwei alte Stieleichen, die als Huteeichen bereits vor Anlage des Parks bestanden hatten. Ansonsten wird die Wiese nur durch eine Himalaya-Birke am Nordostrand unterbrochen.

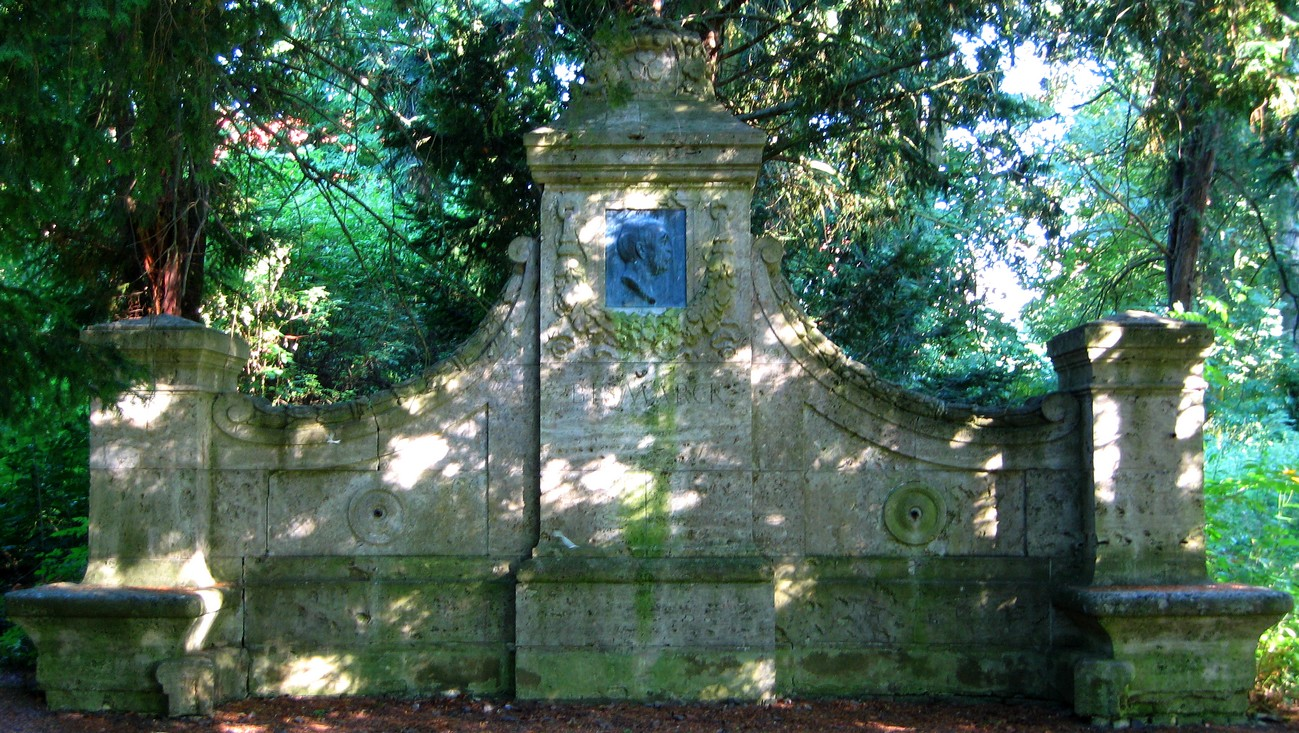
Bismarck-Denkmal

Vom Stallgebäude führt eine Allee aus Rosskastanien zum von einer zweistämmigen Eibe umsäumten Bismarckdenkmal, die gleichzeitig einen Abschnitt der Ostbegrenzung darstellt. Ansonsten ist das etwa die Hälfte der Parkfläche einnehmende Segment südlich des Schlosses und östlich des Rülfbaches ähnlich dem Nordwestsegment bepflanzt. Der Mühlgraben und zahlreiche Wege segmentieren den Wechsel aus Wiesen und Baumgruppen deutlich, im Südwesten führen die Wege abschnittsweise auch durch naturnahen Wald.

### Alter Baumbestand
Auffällig sind im Schlosspark vor allem exotische Nadelbaumriesen, jedoch finden sich auch markante Exemplare heimischer Arten.

#### Laubbäume
Die wohl ältesten Bäume des Parks sind die Stieleichen an der Südseite des ehemaligen Sportplatzes mit Stammumfängen von 4,40 und 5,30 Metern. Auch im Südostsegment finden sich ältere Eichen.
Kurios sind eine Symbiose aus Eiche und Rotbuche (zugunsten der Zweitgenannten) südwestlich des Schlosses und eine aus Eiche und Hainbuche auf der Wiese zwischen Schloss und Burgteich.
Unmittelbar in Burgteichnähe findet sich eine prächtige Blutbuche. Im westlich angrenzenden Nordwestsegment finden sich eine Roteiche mit 4,40 m Stammumfang und ein Spitzahorn mit 3,70 Metern.

#### Nadelbäume

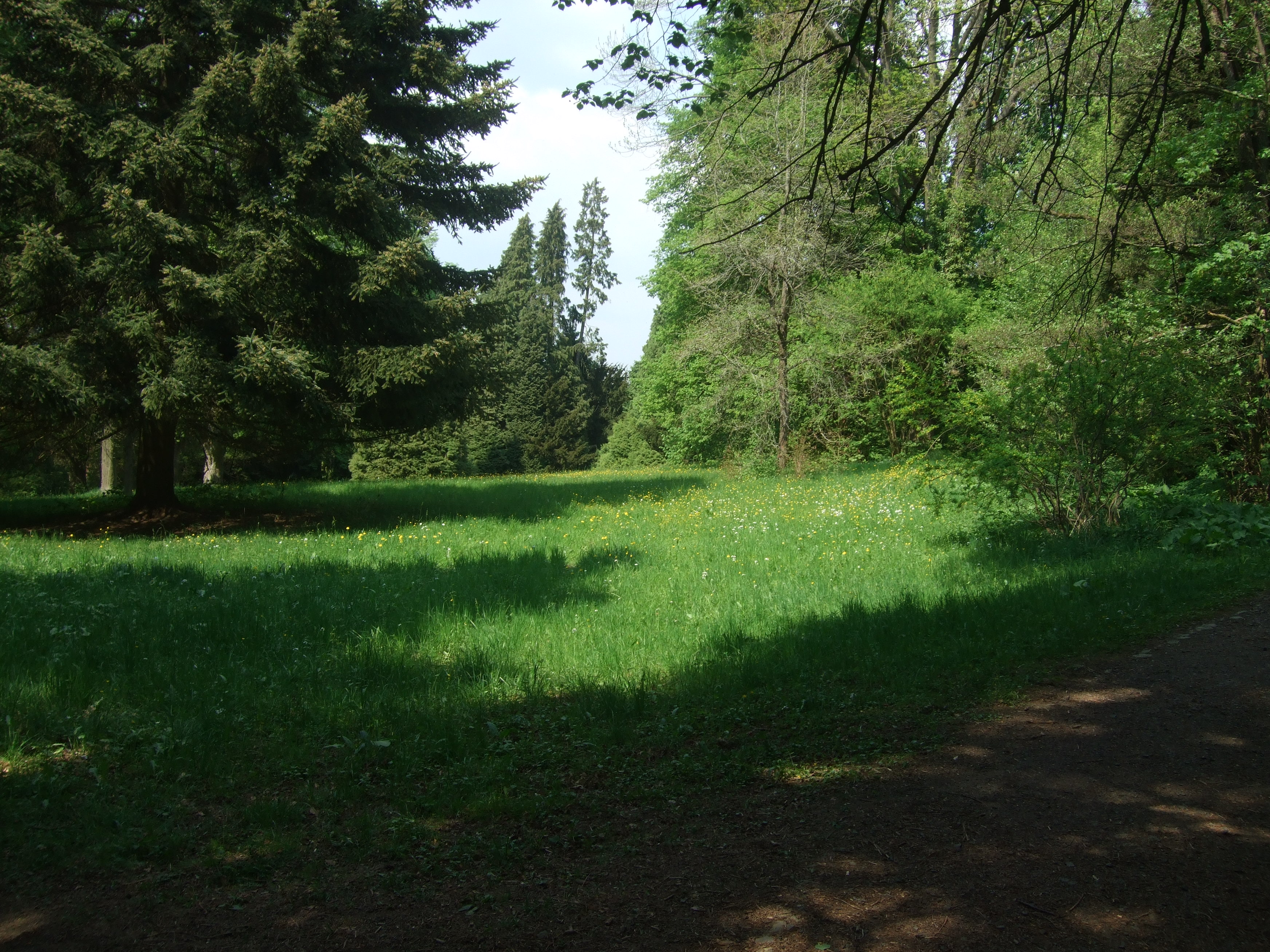
Typische Nadelbaumgruppen des Parks

Rund im Park verstreut finden sich diverse Baumriesen von Nadelbäumen wie Douglasie, Rotfichte, Hemlocktanne und diversen Kiefernarten.
Besonders imposant sind eine über 40 m hohe Douglasie und eine kaum kleinere Fichte am Hang zum Rülfbach, westsüdwestlich des Schlosses, mit je 4,5 Metern Stammumfang. Die mit 3,8 Metern wohl dickste von diversen alten Hemlocktannen des Parks findet sich unmittelbar südlich des Schlosses.
Im Zentrum des Südostsegments auffällig ist eine 3,70 Meter Stammumfang messende Griechische Tanne am linken Mühlgrabenufer südlich des Schlosses, dem rechts des Grabens ein Lebensbaum mit 3,5 Metern gegenübersteht. Südöstlich davon stehen am Parkrand zwei markante Kiefern, deren nördlichere der einzigen dreinadeligen Kiefernart Pinus ponderosa angehört.
Unter den vielen Scheinzypressen und Lebensbäumen der für Besucher auffälligste Baum dürfte indes ein Riesenlebensbaum mit 3,50 Metern Stammumfang sein, der, in westlicher Nachbarschaft zum Schloss, von Norden aus gesehen scheinbar auf der Schlossmauer wächst.